# ديبورا غرين
ديبورا غرين (بالإنجليزية: Debora Green)‏ هي طبيبة أمريكية، ولدت في 28 فبراير 1951 في هافانا في الولايات المتحدة. أدينت بإشعال حريق في منزل عائلتها عام 1995 و أدى إلى قتل اثنين من أطفالها، وقامت بتسميم زوجها بمادة الريسين بقصد وفاته. كانت القضية مثيرة، وتمت تغطيتها بشكل مكثف من قبل وسائل الإعلام، خاصة في منطقة كانساس-ميسوري ، حيث وقعت الجرائم. وعلى الرغم من أن جرين قد قدمت التماسًا لإجراء محاكمة جديدة مرتين في السنوات الأخيرة، إلا أن طلباتها لم تكلل بالنجاح.
تزوجت جرين من مايكل فارار عام 1979 أثناء عمله كطبيب طوارئ. كان الزواج صاخبًا، وتقدم فارار بطلب الطلاق في يوليو 1995. بين أغسطس وسبتمبر 1995، مرض فارار مرارًا وتكرارًا، وعلى الرغم من العلاج في المستشفى لم يتمكن أطباؤه من تحديد مصدر مرضه. تدهور الاستقرار العاطفي لجرين وبدأت في الشرب بكثرة، حتى أثناء الإشراف على أطفالها. في 24 أكتوبر 1995، اشتعلت النيران في منزل عائلة فارار، الذي كان يسكنه جرين وأطفالها الثلاثة. نجت ديبورا جرين دون أذى، ولكن على الرغم من جهود رجال الإطفاء، مات ابناها تيموثي وكيلي فارار في الحريق. أظهر التحقيق عن آثار مادة تُسرّع انتشار الحريق في المنزل وكانت تقود إلى غرفة نوم جرين، تبين أن مصدر مرض مايكل فارار المستعصي كان مادة الريسين ، وهو السم الذي قدمته له جرين في طعامه.
عند إلقاء القبض عليها في 22 نوفمبر 1995 ، وجهت إلى جرين تهمتين بجريمة قتل من الدرجة الأولى، وتهمتين بمحاولة قتل من الدرجة الأولى، وتهمة الإحراق المتعمد. تم احتجازها بكفالة قدرها 3,000,000 دولار - وهي أعلى كفالة تطلبها مقاطعة جونسون ، كانساس - وحافظت على براءتها من خلال طلبات ما قبل المحاكمة وجلسة استماع ظاهرية. ومع ذلك، عندما تحقق محققو الدفاع من قوة أدلة الطب الشرعي ضد جرين، وافقت على إقرار ألفورد من جميع التهم. في 30 مايو 1996 ، حُكم عليها بعقوبتين متزامنتين بالسجن أربعين عامًا. قدمت جرين التماسًا لمحاكمة جديدة مرتين منذ إدانتها. استند طلبها الأول، الذي سحبت منها في النهاية، إلى ادعاء أنها أصبحت غير مؤهلة للمساومة بسبب الأدوية النفسية التي كانت تتناولها وقت جلسات الاستماع ؛ وزعمت الدعوى الثانية، التي أنكرها القاضي، أن الأدلة المُستخدمة لإدانتها بتهمة الحرق العمد قد أصبحت قديمة بسبب التقدم العلمي.